# Guilherme Bala
Guilherme da Silva Gonçalves, mais conhecido como Guilherme Bala (Rio de Janeiro, 16 de setembro de 2001) é um futebolista brasileiro naturalizado emiradense que atua como atacante. Atualmente defende o Shabab Al Ahli, dos Emirados Árabes Unidos. 

## Carreira

### Início
Bala passou pelas categorias de base vários clubes: Fluminense, Vasco, Botafogo, Bradesco e Nova Iguaçu, onde foi dispensado com 14 anos e pensou em desistir, decidindo focar um pouco mais nos estudos. Por último, chegou ao Madureira aos 16 anos, inicialmente para o futsal do clube. Porém, sua boa participação na Taça Brasil o fez ser integrado ao futebol de campo.
Visto como uma das principais promessas do Tricolor Suburbano, Bala atuou no Sub-17 em 2018 e subiu para o sub-20 em 2019, sendo promovido aos profissionais nesse mesmo ano pelo técnico Gaúcho após marcar dois gols na vitória por 3–2 sobre a Cabofriense. Logo depois já faria sua estreia profissional, a derrota por 2–0 para o Flamengo na penúltima rodada da Taça Rio em 20 de março.

### Flamengo
Bala chegou ao Flamengo em 5 de setembro de 2019 por empréstimo até 2021, para reforçar a base do clube. Bala participou da campanha vitoriosa do Flamengo Sub-20 no Campeonato Brasileiro, onde fez o último gol da vitória por 3–0 sobre o Palmeiras. Com as atuações de destaque, foi um dos escolhidos para figurar no elenco profissional que disputaria a Taça Guanabara de 2020.
Com a Pandemia de COVID-19, ocorreu um surto dentro do elenco do Flamengo e Guilherme Bala foi um dos sete convocados para integrar um jogo da Libertadores contra o Barcelona de Guayaquil em setembro.
Ao fim do empréstimo, apesar do Flamengo ter inclinado que iria fechar a compra, de última hora optou por não exercer o direito de compra de Guilherme e o atleta despediu-se do clube em 31 janeiro de 2021, dia do fim do empréstimo. Ao todo disputou 29 partidas (3 pelo profissional e 26 pelo Sub-20), com seis gols marcados e o título do Campeonato Brasileiro, Brasileiro Sub-20 e Supercopa Sub-20.

### Ferroviária
Ao fim do empréstimo com Flamengo, retornou para o Madureira porém não teve oportunidades de atuar. Acabou sendo procurado por clubes que tinham interesse em seu futebol como Corinthians e Botafogo, porém fechou com a Ferroviária após três meses de negociação com a Madureira, que demorou a ceder no negociação. Bala foi anunciado em 5 de abril de 2021 e assinou até março de 2025.
Atuou em apenas oito partidas e marcou dois gols pela Ferroviária, tendo sua saída confirmada pelo técnico Elano em julho de 2021.

### Shabab Al Ahli
Foi anunciado oficialmente pelo clube emiradense Shabab Al Ahli em 29 de julho de 2021. Para adaptar-se ao país, alternou  durante o ano entre base e o profissional. Marcou seu primeiro gol pela equipe em 11 de janeiro do ano seguinte, na vitória por 3–1 sobre o Khor Fakkan, além de ter concedido uma assistência também.
Atuando pelo Sub-21 do clube, Guilherme sagrou-se campeão do Campeonato Nacional da categoria e terminou como artilheiro da competição, com 17 gols. Foi campeão da Supercopa ao bater o Sharjah por 6–2 em 29 de dezembro, tendo distribuído uma assistência para o terceiro gol de seu clube.

## Seleção Brasileira

### Sub-20
Bala foi convocado para um período de treinos com a Seleção Sub-20 entre os dias 29 de julho e 5 de agosto de 2019.

## Vida pessoal
O seu apelido "Bala" veio na infância, apelidado pelos amigos por ser muito rápido e veloz jogando bola. Adquiriu a cidadania emiradense em outubro de 2023 após cumprir os requisitos, podendo representar a Seleção do país.

## Títulos

### Flamengo

#### Base
- Supercopa do Brasil Sub-20: 2019
- Campeonato Brasileiro Sub-20: 2019

#### Profissional
- Campeonato Brasileiro: 2020

### Shabab Al Ahli
- Campeonato Emiradense: 2022–23
- Supercopa dos Emirados Árabes Unidos: 2023